# O Carcundão
O Carcundão, periódico recifense de vida efêmera, foi a primeira publicação de humor gráfico brasileira.
Publicado em 1831, tinha em sua primeira página a ilustração de um burro dando coice em uma coluna grega, uma sátira ao Partido Restaurador, chamado de os "corcundas", que era apoiado pela Sociedade Colunas do Trono.
Publicou apenas 3 números, entre abril e maio de 1831.